# 梁鸿钧
梁鸿钧（1905年—1945年2月22日），湖南湘潭人。中国共产党早期将领，曾担任广东人民抗日解放军司令员。

## 生平

### 早年经历
少年时因家境贫寒逃荒到广西钦州做工。1921年，进入广东军阀邓本殷部当兵。1925年冬，国民革命军第四军南征海南岛，击败邓本殷后，他又加入第四军。此后随军参加北伐战争。1927年8月，他参加参加南昌起义，任起义军第十一军第二十五师班长、副排长。后随部队南下广东，随朱德、陈毅转战赣南、粤北、湘南一带，于1928年4月到达井冈山，加入中国工农红军第四军，任排长、副连长。同年冬，他加入中国共产党。1929年起，梁鸿钧任红四军连长、营长，随部队转战赣南、闽西，并参加中央苏区历次反围剿战争。1933年8月，调赴红五军团任团副政治委员。梁鸿钧随红一方面军第五军团参加长征，担任团副政委，负责红五军团殿后。长征抵达陕北后，担任团政委。

### 抗日战争时期
1937年8月，梁鸿钧调中国人民抗日军政大学学习，并担任副队长、队长。1938年，任八路军陕甘宁留守兵团保安司令部参谋处主任、延安警备司令部参谋长。9月，被中共中央派到广东。1939年5月，被任命为东江军事委员会书记，负责东江地区两支游击队（新编大队和二大队）的领导工作。9月，他指挥新编大队攻占日军侵占的葵涌、沙鱼涌。12月，又在横岗伏击，打死打伤日军三十多人。与此同时，第二大队也摧毁了宝安县城南头附近日军驻地的大涌桥，切断电话线，袭击军车，并于I2月1日收复宝安县城南头。
1940年9月，中共东江特委召集新编大队和第二大队的军事干部在宝安县布吉的上下坪村开会，将这两个队伍整编成广东人民抗日游击队第三大队和第五大队，梁鸿钧出任军事指挥。参与领导东江地区游击战争和开辟大岭山、阳台山抗日根据地。1941年太平洋战争爆发后，曾参加组织省港大营救，受到中共中央来电表扬，在国际上产生影响。1942年起，任广东军政委员会委员，广东人民抗日游击总队总队长、参谋长，东江纵队军事特派员等职务。1942年5月，广东的国民革命军出动5000多人，向广东人民抗日游击总队和位于阳台山的中共武装发起进攻。梁鸿钧指挥游击队同国军作战，然后转移到外线开辟新区。6月下旬，同王作尧、杨康华等率部挺进东莞，恢复东莞大岭山抗日根据地。1943年春，和曾生、王作尧指挥游击队击败宝安西乡、沙井伪军，在黄松岗击毙护沙大队中队长麦永，争取东莞厚街的伪军三十师八十九团代团长梁德明率部倒戈。
1944年8月，梁鸿钧赴粤中地区工作。11月，梁鸿钧来到鹤山宅梧附近地区，奉命将进入粤中的广东人民游击队中区纵队和粤中地区游击队组建为广东人民抗日解放军（粤中纵队）。1945年1月20日，广东人民抗日解放军在鹤山宅梧正式成立，梁鸿钧任司令员，罗范群为政委，谢立全为副司令员兼参谋长，刘田夫为政治部主任。1945年2月22日晚，部队进入新兴县蕉山村，遭国军158师473团围攻，梁鸿钧在突围作战中阵亡。